# Andrea Doria -74
Andrea Doria -74 è un documentario del 1970 diretto da Bruno Vailati, regista cinematografico specializzato in film di ambientazione marina e subacquea.
Il film è stato il primo documentario in grado di mostrare, in modo organico e completo, il relitto della nave italiana Andrea Doria, affondata 14 anni prima.
Ha ottenuto un premio speciale ai David di Donatello.

## Produzione
Le riprese sono state realizzate nel luglio del 1968, durante 21 immersioni sul relitto, con un gruppo subacqueo composto da Bruno Vailati, Stefano Carletti e Al Giddings, mentre il gruppo di assistenza in superficie era composto da Cosmo (Mimì) Dies, Arnaldo Mattei (qui doppiato da Ferruccio Amendola) e dall'equipaggio della nave Narragansett, noleggiata allo scopo.
«Un'immersione sull'Andrea Doria è quanto di più difficile e rischioso si possa progettare di fare sott'acqua» dichiarò Vailati nella primavera del 1968 alla conferenza stampa tenutasi per presentare la sua spedizione.
Le difficoltà durante le immersione furono molteplici:
- L'Andrea Doria giace lungo la rotta obbligata nota come "Shipping Line" che, proveniente dall'Europa, passa dal Battello-Faro di Nantucket al porto di New York, a circa 140 miglia nautiche da quest'ultimo. Le condizioni meteorologiche più frequenti di questa zona prevedono nebbia o burrasca. La nave in appoggio alle immersioni rischiava continuamente la collisione con navi di passaggio.
- La zona è affollata di pescherecci d'altura, molti dei quali hanno lasciato le loro reti sul relitto. Queste reti, tenute in posizione verticale dai galleggianti, hanno continuato a catturare pesci, costituendo così un ottimo richiamo per gli squali che affollano quelle acque. I subacquei, pur se dotati di una gabbia antisqualo, hanno subìto numerosi attacchi durante le lunghe  decompressioni.
- Le correnti in quella zona superano i tre nodi ed è necessario immergersi nella fase di "stanca".
- La visibilità in immersione è ridotta. I primi trenta metri sono costituiti da acqua torbida a causa della presenza di plancton, sul fondo la visibilità è migliore ma la luminosità è ridotta dallo strato sovrastante.
- La narcosi da azoto colpiva pesantemente i subacquei, non solo a causa della profondità e del freddo, ma anche a causa dello stress indotto dalle condizioni d'immersione, lo stesso Carletti fu costretto ad un trattamento in una camera di decompressione portatile che era in dotazione sulla nave.
- Le tecniche d'immersione a disposizione all'epoca non consentivano l'uso di miscele respiratorie diverse dall'aria. L'uso di miscele a base di elio e le relative tecniche di decompressione erano ancora prerogativa esclusiva dell'immersione commerciale e militare.[2]

## Distribuzione
Il film venne distribuito il 14 febbraio 1970.

## Altre opere
- Dalla spedizione è stato ricavato il libro Andrea Doria -74, di Stefano Carletti, con un resoconto cronologico e illustrazioni (Gherardo Casini Editore, 1969).
- Album musicale di Riz Ortolani Andrea Doria -74, colonna sonora del film.[3]

## Riconoscimenti
- 1970 – David di Donatello
  - David speciale alla regia a Bruno Vailati